# Cap de la Vela

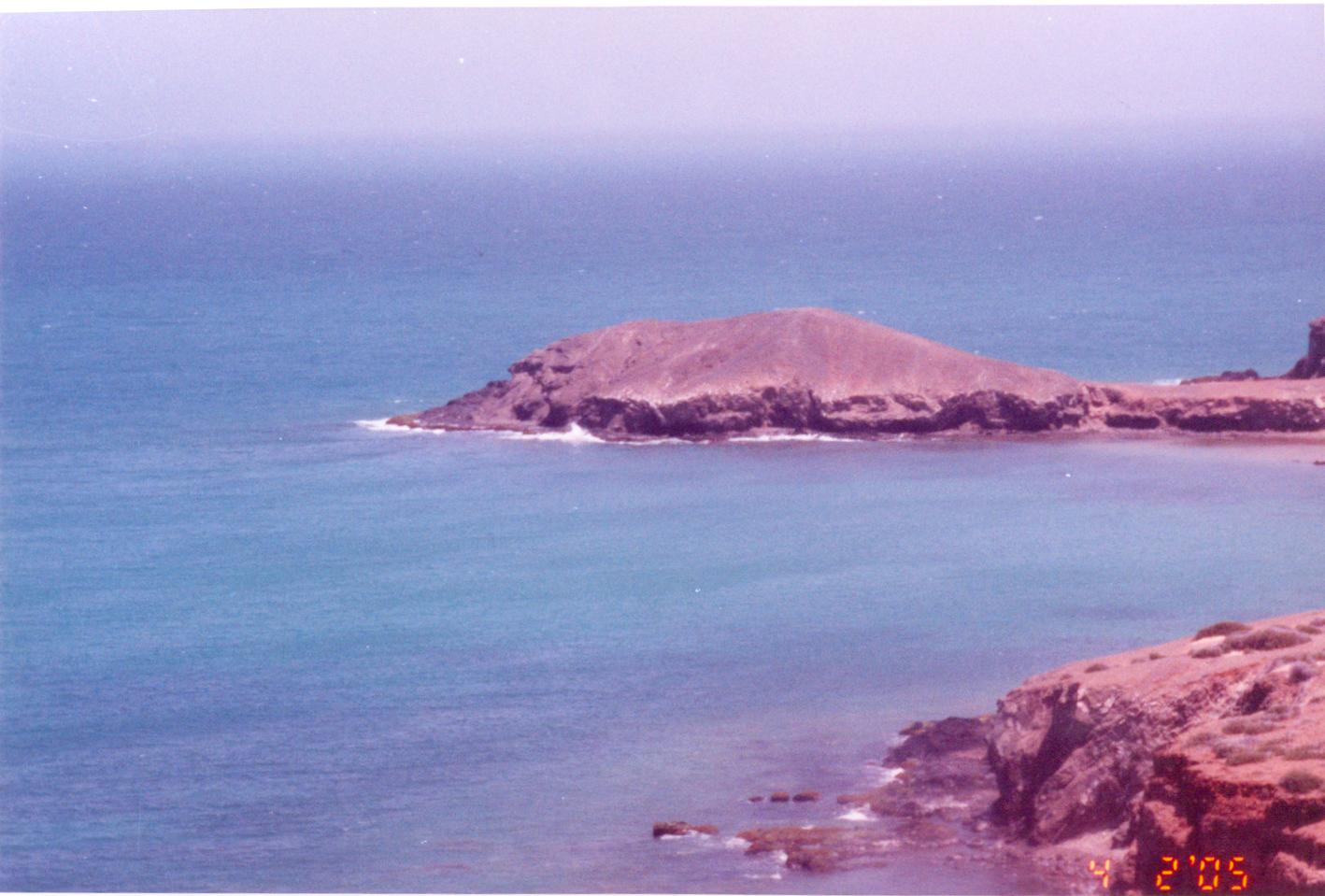
Vista sud del Cap de la Vela.

El Cap de la Vela (espanyol: Cabo de la Vela) és un cap ubicat a la península colombiana de Guajira, en el departament homònim. El cap està ubicat enfront del Mar Carib, en una zona desèrtica.
La comarca està poblada principalment pels indígenes wayuu, primers habitants de la zona. Els wayuu anomenen al cap Jepirra i el consideren un lloc sagrat, puix que creuen que les seves ànimes van a aquest lloc després de la mort. Als seus voltants hi ha diverses llacunes, les quals són poblades per flamencs, que durant els seus trànsits migratoris s'aturen en aquest lloc.
És una zona relativament aïllada, la qual l'ha convertit en un destí ecoturístic, dels qui busquen un lloc apartat i tranquil.